# Röthges
Röthges is een plaats in de Duitse gemeente Laubach, deelstaat Hessen, en telt 370 inwoners (2007).